# Sputum
Sputum is het slijm dat, vermengd met speeksel, uit de diepe luchtwegen wordt opgehoest in geval van een luchtweginfectie, zoals longontsteking of bronchitis; het bevat witte bloedcellen, fibrine, bloed en micro-organismen. Sputum dat geschikt is voor onderzoek bevat weinig speeksel, zodat geen contaminatie optreedt met bacteriën uit de mondholte.
Sputum heeft kenmerkende kleuraspecten behorende bij specifieke luchtweginfecties. Bacteriële verwekkers die gevonden kunnen worden zijn onder meer Streptococcus pneumoniae, Haemophilus influenzae, Moraxella catarrhalis en Mycobacterium tuberculosis.